# Institut für Orientalische und Europäische Archäologie

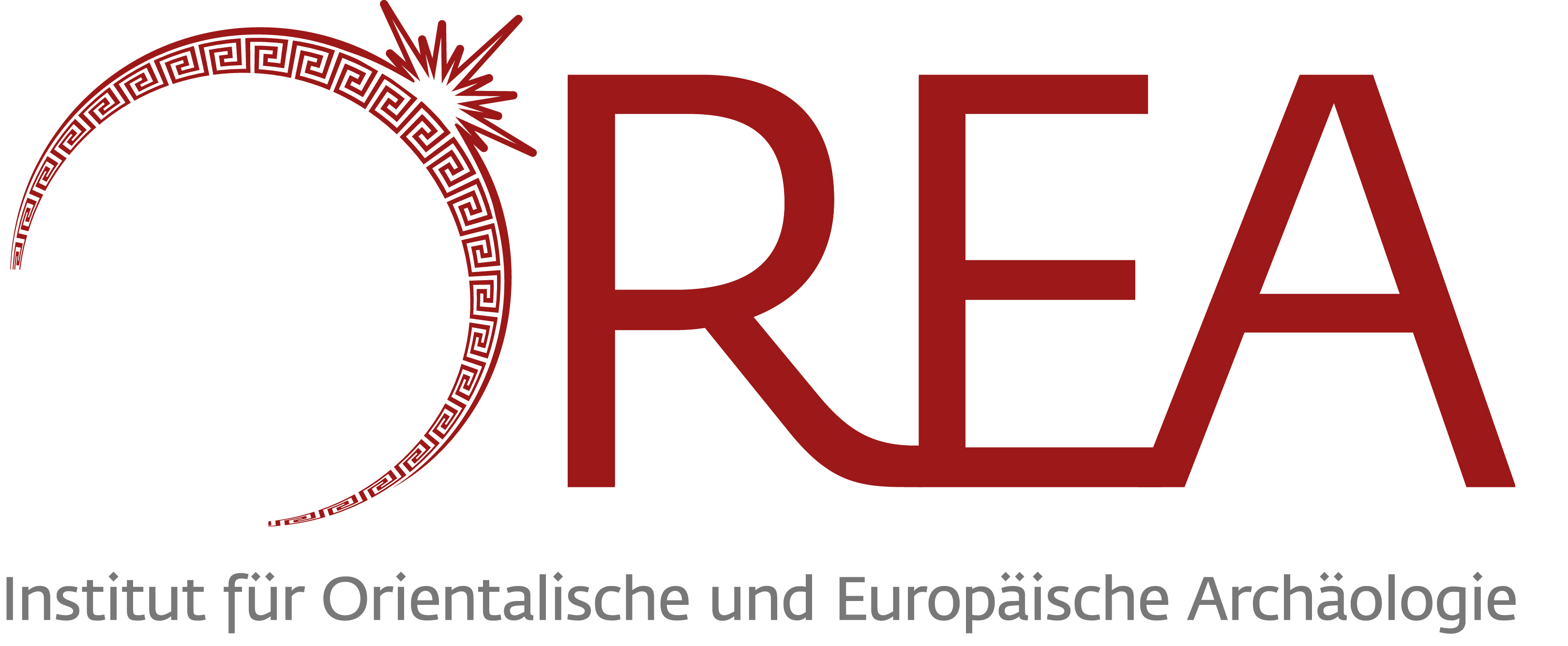

Das Institut für Orientalische und Europäische Archäologie (OREA) war eine Forschungseinrichtung der Österreichischen Akademie der Wissenschaften  (ÖAW) in Wien. OREA bildete gemeinsam mit dem Institut für Kulturgeschichte der Antike (IKAnt) und dem Österreichischen Archäologischen Institut (ÖAI) den Cluster Archaeology and Classics (CLAC) an der Österreichischen Akademie der Wissenschaften. Dieser wurde 2021 zum „neuen“ ÖAI umstrukturiert.

## Aufgaben und Ziele
Das Institut war eine von Österreichs führenden Forschungseinrichtungen für archäologische Grundlagenforschung und deckte den essentiellen Kulturraum prähistorischer und früher historischer Entwicklungen vom Orient bis Europa ab.
Die häufig getrennt voneinander betrachteten und erforschten Räume Orient und Okzident werden  nicht als Kontrapunkte in verschiedenen Welten verstanden, sondern als eine kulturelle Klammer für entscheidende Kulturentwicklungen der Menschheitsgeschichte angesehen. Der Fokus der Grundlagenforschung liegt in dem Zeithorizont vom Quartär vor rund 2,6 Millionen Jahren bis zur Transformation der Gesellschaften in historische Epochen im 1. Jahrtausend v. Chr.
Die Methoden der Forschungen umfassen archäologische Feldforschungen (Ausgrabungen und Surveys) und Materialstudien mit vielfältigen archäometrischen Analysen. Dazu kommen interdisziplinäre Kooperationen in zahlreichen Disziplinen, wie Archäozoologie und -botanik, Anthrakologie, Anthropologie, Paläogenetik, Klimatologie, Geoarchäologie und Landschaftsmodellierung. Die grundlegende Auswertung und Interpretation früher Kulturen bildet den Kern aller Forschungen, in die alle Quellen einbezogen werden. Dazu gehören zudem Studien zu Chronologien, Kunst, frühen Schriftkulturen und zu einem  sozio-kulturellen Spektrum, wie Religion, Ideologien und Identitäten.

## Geschichte
Das Institut entstand im Jahr 2013 durch den Zusammenschluss von drei bereits lange etablierten Kommissionen: der Prähistorischen Kommission, der Kommission für Ägypten und Levante sowie der Mykenischen Kommission.
Die Erforschung der Vergangenheit war schon bei der Gründung der Akademie der Wissenschaften im Jahr 1847 eines ihrer zentralen Anliegen. Demgemäß zählte die 1878 von der mathematisch-naturwissenschaftlichen Klasse eingerichtete „Commission zur Förderung von praehistorischen Forschungen und Ausgrabungen auf österreichischem Gebiete“ (später Prähistorische Kommission) zu den ältesten Forschungseinheiten der Akademie. Deutlich jünger waren die 1907 gebildete „Ägyptologische Kommission“ (später Kommission für Ägypten und Levante) sowie die erst 1971 gegründete „Kommission für mykenische Forschung“ (später Mykenische Kommission).
Mit Januar 2021 wurden das Institut für Orientalische und Europäische Archäologie (OREA) und das Institut für Kulturgeschichte der Antike (IKAnt) in das Österreichische Archäologische Institut der ÖAW eingegliedert, das somit nun die größte Forschungseinrichtung im Bereich der Archäologie und Altertumswissenschaften in Österreich darstellt.

## Forschungsschwerpunkte
Die Forscher deckten einen Fächerkanon ab, der Ägyptologie, Sudanarchäologie, Balkanarchäologie, Urgeschichte/prähistorische Archäologie, vorderasiatische und frühgriechische Archäologie sowie verschiedene Philologien umfasst. Fokussierte Forschungen zu verschiedenen Schwerpunkten sind in Forschungsgruppen konzentriert, die überregional und diachron gestaltet sein können. Forschungsgruppen werden permanent weiterentwickelt und initiiert, um neue Impulse in der Forschungslandschaft zu setzen oder aufzugreifen.

## Veranstaltungen
Neben der OREA-Vortragsreihe organisiert OREA in unregelmäßigen Abständen als Allein- oder Mitveranstalter Tagungen und Workshops zu aktuellen Forschungsfragen im In- und Ausland.
Die zweimal jährlich stattfindenden UK-Gespräche sind ein Diskussionsforum für Forschungen zur späten Bronzezeit/Urnenfelderkultur (13.–8. Jahrhundert v. Chr.) in Europa.

## Publikationen

### Zeitschriften
- Archaeologia Austriaca[7] Zeitschrift zur Archäologie Europas / Journal on the Archaeology of Europe. ISSN 0003-8008
- Egypt and the Levant[8]. Internationale Zeitschrift für ägyptische Archäologie und deren Nachbargebiete / International Journal for Egyptian Archaeology and Related Disciplines. ISSN 1015-5104

### Reihen
- Mitteilungen der Prähistorischen Kommission
- Oriental and European Archaeology
- Mykenische Studien
- Contributions to the Archaeology of Egypt, Nubia and the Levant
- Contributions to the Chronology of the Eastern Mediterranean in the Second Millennium BC
- Untersuchungen der Zweigstelle Kairo des Österreichischen Archäologischen Instituts

(Quelle:)